# 徐永泽
徐永泽是中国基督教農村家庭教會重生派的创始人。
徐永泽牧师出生于格里曆一九四零年十月，祖籍中国河南省南阳市镇平县。他的家庭是基督徒家庭到他已经是第四代的基督徒。
他25岁蒙神呼召至今，他和他的同工们在中国培养了数以十万记的全时间福音使者，他带领的家庭教会有超过千万人，亲眼看见和亲身经历了主在中国近代的大复兴。成为中国最大的家庭教会体系之一。神向中国伸出施恩的手，拯救的角，大能的膀臂。借着神迹奇事，百般的异能，并圣灵的恩赐，及他活泼长存的道。带领人归向基督，变一个无神论的国家成为世界基督徒人口最多的国家之一。
因为福音的缘故，他曾多次坐监。他说：“感谢主的恩典，他使我在他的患难，国度，忍耐里得与众圣徒一同有份。” 启示录1:9 
由於他和胞妹徐永玲帶領的教會極度強調要為罪悔改痛哭甚至需達三天之久，才被認定為重生，故又被稱為哭重生派。同一時期多位德高望重的家庭教會領袖如袁相忱，謝模善，林獻羔等先後公開表態大力反對徐的教導，寫書反對他。遷居上海的河南元老李天恩，即慕聖，也不認同徐。
1988年，徐永泽前往北京，准备会见访问中国的葛培理牧师，在北京动物园公园秘密被捕，被处3年劳教，1991年期满释放。1997年，徐永泽在河南郑州被捕，以扰乱社会秩序的罪名判处有期徒刑3年。徐永泽的被捕引起西方世界关注。
1997 年3 月徐再次被捕，美国国会47名国会议员联名要求中国政府释放徐牧师。世界基督徒因此也开始了“世界为基督徒逼迫祷告日”（International Day of Prayer for the Persecuted Church, IDOP)。
2000 年5 月刑满出狱。
徐永泽是杨天民（Paul Hattaway 保羅海特威）《传回耶路撒冷：三位中国家庭教会领袖分享他们完成大使命的异象》 和《天上人》：两本书的主角之一。
在海特威2001採訪天上人劉振營而寫成的所謂真實見證，2002出版的暢銷書 “The heavenly man 天上人"裡，徐永澤為1995-1996 河南四大家家庭教會系統一起建立的希尼團契發起人。
他是现在“归回耶路撒冷”运动的发起人，沒有之一。這個异象是让中國各地教会联合起来，把福音沿着古代的丝绸之路，從新疆開始，传回耶路撒冷。
徐牧师被人称为“中国的葛培理” Billy Graham of China；和“家庭教会之父”。更多人称他“我是神的仆人”。